# Walter Scott Memorial Column

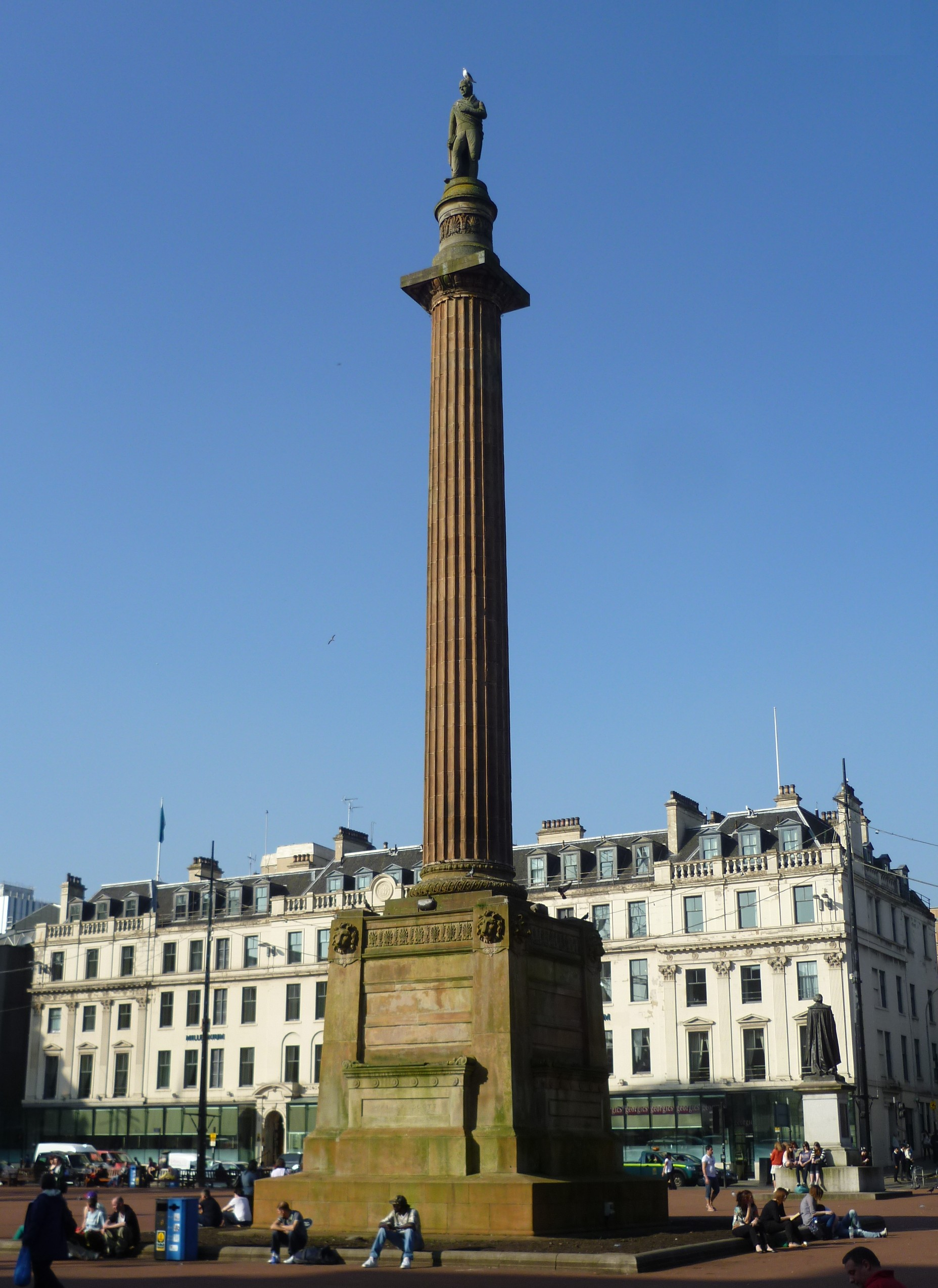
Walter Scott Memorial Column

Die Walter Scott Memorial Column ist ein Denkmal in der schottischen Stadt Glasgow. 1966 wurde das Bauwerk in die schottischen Denkmallisten in der höchsten Denkmalkategorie A aufgenommen.

## Beschreibung
Das Denkmal erinnert an den schottischen Dichter Walter Scott. Sein Postament entstand im Jahre 1837 nach einem Entwurf des schottischen Architekten David Rhind. Die Statue Walter Scotts entwarf John Greenshields. Da Greenshields 1835 verstarb, setzte Alexander Handyside Ritchie seinen Entwurf um.
Das klassizistische Denkmal steht an prominenter Position im Zentrum des George Square gegenüber dem Rathaus von Glasgow. Es handelt sich um eine hohe dorische Säule, die auf einem griechisch-klassizistischen Postament mit schmuckloser Plinthe ruht. Das detailliert ornamentierte Postament ist mit Löwenköpfen und Anthemienfries gestaltet. Die kannelierte Säule ist sehr fein gearbeitet. Darauf ruht ein zylindrischer Sockel für die Statue Scotts. Die überlebensgroße Steinskulptur zeigt Scott stehend in einen Plaid gekleidet.